# Ramón Maximiliano Valdés

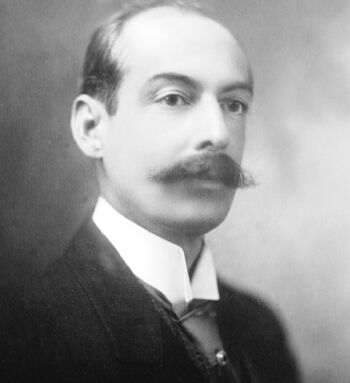
Ramón Maximiliano Valdés

Ramón Maximiliano Valdés (* 13. Oktober 1867 in Penonomé, Vereinigte Staaten von Kolumbien; † 3. Juni 1918 in Panama-Stadt) war der siebte Staatspräsident von Panama.
Schon kurz nach seinem Studium der Rechtswissenschaften in Kolumbien betätigte er sich aktiv in der Politik und wurde ein wichtiges Mitglied der liberalen Partei (Partido Liberal Nacional). 1916 wurde er von seiner Partei als Präsidentschaftskandidat aufgestellt, er gewann die Wahl. Am 1. Oktober 1916 übernahm er das Amt vom vorherigen Präsidenten Belisario Porras Barahona und blieb im Amt bis zum 3. Juni 1918, an dem er während seiner Tätigkeit verstarb. Sein Nachfolger im Amt des Staatspräsidenten wurde Ciro Luis Urriola.
Auch während seiner Amtszeit war sein wichtigstes Anliegen die Freiheit des Isthmus, des von Kolumbien besetzten Teils von Zentral-Panama. 1898 veröffentlichte er das Buch Geography of Panama, das auf Englisch und Französisch verlegt wurde. 1911 folgte The Political Parties in Panama .
| Personendaten    | Personendaten                              |
| ---------------- | ------------------------------------------ |
| NAME             | Valdés, Ramón Maximiliano                  |
| KURZBESCHREIBUNG | panamaischer Staatspräsident               |
| GEBURTSDATUM     | 13. Oktober 1867                           |
| GEBURTSORT       | Penonomé, Vereinigte Staaten von Kolumbien |
| STERBEDATUM      | 3. Juni 1918                               |
| STERBEORT        | Panama-Stadt, Panama                       |